# Dickin Medal
De Dickin Medal is de hoogste Britse onderscheiding voor dieren.
De Dickin Medal wordt uitgereikt door de People's Dispensary for Sick Animals (PDSA) aan dieren die zich heldhaftig gedragen hebben in oorlogstijd. De medaille wordt sinds 1943 uitgereikt na initiatief van PDSA-oprichter Maria Dickin, en wordt ook wel het Victoria Cross voor dieren genoemd. Ze is toegekend aan paarden, honden, duiven en een kat.
De Dickin Medal wordt normaal alleen uitgereikt aan Britse dieren die zich in krijgsdienst verdienstelijk gemaakt hebben. Bij hoge uitzondering wordt de medaille uitgereikt aan dieren uit andere landen. Sinds 2002 bestaat voor dieren die zich buiten krijgsdienst verdienstelijk gemaakt hebben de PDSA Gouden Medaille.

## Voor acties in Nederland onderscheiden dieren
- Flying Dutchman (postduif)
- Dutch Coast (postduif)
- Tommy (postduif)
- William of Orange (postduif)
- Ricky (hond)
- Khan (hond)